# Keila-Joa
Keila-Joa es una pequeña localidad (en estonio: alevik) del municipio de Keila, en el Condado de Harju, al norte de Estonia. Su población es de 309 habitantes (a 1 de enero de 2004).
El arquitecto ruso-germano Andrei Stackensneider, realizó su primera obra independiente en esta localidad, se trataba de un castillo neogótico, una de las residencias del conde Alexander von Benckendorff. Los restos del conde están enterrados en esta localidad. 